# Powiat Ostrawa okolice
Powiat Ostrawa okolice (powiat ostrawski; czes. Okres Ostrava okolí) – dawny powiat czechosłowacki z siedzibą w Ostrawie, istniejący w latach 1949–1960.
Powiat ziemski Ostrawa okolice powstał w 1949 roku w okolicach Ostrawy. Kształtem przypominał półksiężyc okalający Ostrawę od północy, zachodu i południa. Jedynie na wschodzie, na krótkim odcinku nie miał styczności, ponieważ graniczące z Ostrawą gminy Rychwałd i Pietwałd należały do powiatu frysztackiego.
Powiat utworzono z fragmentów sześciu sąsiednich powiatów: czeskocieszyńskiego (2 gminy), frysztackiego (1 miasto), frydeckiego (1 miasto i 10 gmin), bielowieckiego (3 gminy), nowojiczyńskiego (1 gmina) i hulczyńskiego (7 gmin). W 1954 roku z Bogumina wyodrębniła się Wierzbica. W 1954 do powiatu ostrawskiego dołączono usamodzielnione od Ostrawy gminy Stara Biała, Nowa Biała i Wyszkowice, a w 1957 – gminę Grabowa. Ponadto 5 grudnia 1955 w skład powiatu weszło nowo utworzone miasto Hawierzów. W 1957 do Ostrawy włączono gminy Poręba, Pustkowiec, Świnów i Trzebowice, w 1959 z powrotem Grabową, a w 1966 z powrotem Wyszkowice. Swój największy obszar powiat osiągnął zatem w 1957 roku: 3 miasta i 25 gmin.
Powiat zniesiono w wyniku reformy administracyjnej z 11 kwietnia 1960 roku – jego teren włączono do nowo utworzonych powiatów: frydecko-misteckiego (10 gmin), karwińskiego (3 gminy) i opawskiego (5 gmin) w nowo utworzonym kraju północnomorawskim. Poza tym 7 gmin wcielono do miasta statuarnego Ostrawy, jedną (Datynie Górne) do otrzymującego prawa miejskie Racimowa w powiecie frydecko-misteckim i jedną (Szumbark) do rozbudowującego się Hawierzowa w powiecie karwińskim.

## Gminy powiatu Ostrawa okolice w 1957 roku
| Gmina              | 1945-49                                                                           | 1949-60            | Po 1960                           |
| ------------------ | --------------------------------------------------------------------------------- | ------------------ | --------------------------------- |
| Bogumin (miasto)   | frysztacki                                                                        | ostrawski          | karwiński                         |
| Wierzbica          | frysztacki, cz. m. Bogumin                                                        | ostrawski, od 1954 | karwiński                         |
| Datynie Dolne      | czeskocieszyński                                                                  | ostrawski          | karwiński                         |
| Szumbark           | czeskocieszyński                                                                  | ostrawski          | karwiński, cz. m. Hawierzów       |
| Hawierzow (miasto) | czeskocieszyński, cz. gmin Szumbark i Błędowice Dolne; frydecki, cz. gminy Szonów | ostrawski, od 1955 | karwiński                         |
| Racimów            | frydecki                                                                          | ostrawski          | frydecko-mistecki, prawa miejskie |
| Datynie Górne      | frydecki                                                                          | ostrawski          | frydecko-mistecki, cz. m. Racimów |
| Szonów             | frydecki                                                                          | ostrawski          | frydecko-mistecki                 |
| Bartowice          | frydecki                                                                          | ostrawski          | cz. m. Ostrawa                    |
| Grabowa            | cz. m. Ostrawa                                                                    | ostrawski, 1957-59 | cz. m. Ostrawa                    |
| Stara Biała        | frydecki                                                                          | ostrawski, od 1954 | frydecko-mistecki                 |
| Nowa Biała         | frydecki                                                                          | ostrawski, od 1954 | frydecko-mistecki                 |
| Wyszkowice         | frydecki                                                                          | ostrawski, 1954-66 | cz. m. Ostrawa                    |
| Proskowice         | frydecki                                                                          | ostrawski          | frydecko-mistecki                 |
| Kermelin           | frydecki                                                                          | ostrawski          | frydecko-mistecki                 |
| Bruszperk (miasto) | frydecki                                                                          | ostrawski          | frydecko-mistecki                 |
| Stara Wieś         | frydecki                                                                          | ostrawski          | frydecko-mistecki                 |
| Koszatka nad Odrą  | nowojiczyński                                                                     | ostrawski          | frydecko-mistecki                 |
| Pustkowiec         | bielowiecki                                                                       | ostrawski, do 1957 | cz. m. Ostrawa                    |
| Poręba             | bielowiecki                                                                       | ostrawski, do 1957 | cz. m. Ostrawa                    |
| Świnow             | bielowiecki                                                                       | ostrawski, do 1957 | cz. m. Ostrawa                    |
| Trzebowice         | hulczyński                                                                        | ostrawski, do 1957 | cz. m. Ostrawa                    |
| Marcinów           | hulczyński                                                                        | ostrawski          | cz. m. Ostrawa                    |
| Bobrowniki         | hulczyński                                                                        | ostrawski          | opawski                           |
| Hoszczalkowice     | hulczyński                                                                        | ostrawski          | opawski                           |
| Ligotka            | hulczyński                                                                        | ostrawski          | opawski                           |
| Pietrzkowice       | hulczyński                                                                        | ostrawski          | opawski                           |
| Koblów             | hulczyński                                                                        | ostrawski          | opawski                           |